# Y Wladfa
Y Wladfa (‘Kolonia’), pełniej: Y Wladfa Gymreig  (‘Walijska Kolonia’), lub historycznie i okazjonalnie: Y Wladychfa  i Y Wladychfa Gymreig – nazwa walijskiej działalności osadniczej w Argentynie, rozpoczętej w 1865 roku, mającej miejsce głównie wzdłuż wybrzeża prowincji Chubut w południowym regionie Patagonii. W XIX i na początku XX wieku, argentyński rząd zachęcał Europejczyków do imigrowania celem zaludnienia kraju poza regionem Buenos Aires; między 1856 a 1875 rokiem w Santa Fe i Entre Rios powstały 34 osady imigrantów różnych narodowości. Czterdziestu czterech Walijczyków opuściło Chubut (gdzie znajdowała się główna kolonia) i założyło mniejszą kolonię w Santa Fe; kolejna grupa zasiedliła Coronel Suarez na południu prowincji Buenos Aires. Na początku XXI wieku około 50 000 Patagończyków było walijskiego pochodzenia. Walijsko-Argentyńska społeczność skupia się w miastach Puerto Madryn, Trevelin, Rawson, Trelew, Dolavon i Gaiman. Chubut szacuje liczbę patagońskich użytkowników języka walijskiego na około 1500, podczas gdy inne źródła wskazują na 5000  użytkowników.

## Historia

### Pierwsi osadnicy – 1865
Pomysł stworzenia walijskiej kolonii w Południowej Ameryce został zaproponowany przez profesora Michaela D. Jonesa, pastora i walijskiego nonkonformistycznego nacjonalistę działającego w mieście Bala. Nawoływał on do stworzenia nowej „małej Walii poza Walią”. Spędziwszy kilka lat w Stanach Zjednoczonych zaobserwował, że przebywający tam walijscy imigranci asymilowali się bardzo szybko w porównaniu z innymi narodowościami. Często tracili wiele ze swojej walijskiej tożsamości. W związku z tym, profesor M. D. Jones zaproponował ustanowienie walijskojęzycznej kolonii z dala od wpływu języka angielskiego. Pod uwagę brano Australię, Nową Zelandię, a nawet Palestynę, ale wybrano Patagonię ze względu na jej odizolowanie i argentyńską ofertę przekazania 100 mil kwadratowych (260 km²) ziem wzdłuż rzeki Chubut w zamian za zasiedlenie wciąż jeszcze niezdobytych obszarów Argentyny.
Pod koniec 1862 roku, kapitan Love Jones-Parry i Lewis Jones (na którego cześć nazwano Trelew) wyruszyli do Patagonii by ocenić, czy okolica nadaje się dla walijskich emigrantów. Najpierw odwiedzili Buenos Aires, gdzie przeprowadzili rozmowy z Ministrem Spraw Wewnętrznych Guillermo Rawsonem. Osiągnąwszy kompromis, wyruszyli na południe. Do Patagonii dotarli na pokładzie małego statku o nazwie Candelaria. Sztorm zepchnął ich do zatoki którą nazwali "Porth Madryn" – na cześć posiadłości Jonesa-Parry’ego w Walii. Miasto powstałe w pobliżu miejsca, gdzie przybili do brzegu, nosi nazwę Puerto Madryn. Po powrocie do Walii ogłosili, że okolica bardzo dobrze nadaje się do kolonizacji.
Stała europejska kolonizacja doliny Chubut i terenów sąsiadujących rozpoczęła się 27 lipca 1865, kiedy 153 walijskich osadników przybyło na pokładzie specjalnie przystosowanego żaglowca handlowego o nazwie Mimosa. Koszt wynajęcia klipera Mimosa na podróż i przystosowania go do przewozu pasażerów osiągnął 2500 £, cena biletu z Liverpoolu do Patagonii wynosiła 12 £ za osobę dorosłą, a 6 £ za dziecko, jednakże na pokład zabierano każdego chętnego – niezależnie od jego wypłacalności. Wśród osadników ze statku Mimosa znajdowało się 28 małżeństw, 33 kawalerów i wdowców, 12 panien (w większości sióstr lub służących zamężnych/żonatych emigrantów) i 52 dzieci. Byli to przedstawiciele różnych profesji, wliczając krawców, szewców, stolarzy, ceglarzy i górników. Niestety, na pokładzie nie znalazło się wielu rolników – okazało się to dużą niedogodnością gdy wyszło na jaw, że zalety regionu zostały wyolbrzymione, a osadnicy znaleźli się w jałowej półpustynnej okolicy z niewielkimi zapasami żywności (wcześniej mówiono im, że ich cel przypomina walijskie niziny). Na wybrzeżu brakowało wody pitnej, toteż grupa wyruszyła w marsz przez spieczoną równinę z jedną taczką dobytku. Niektórzy zmarli. Podczas drogi na świat przyszło dziecko – Mary Humphries. Jedynym kolonistą posiadającym jakąkolwiek wiedzę medyczną był John Williams.
Gdy dotarli do doliny rzeki Chubut, ich pierwsza osada miała formę małej fortecy w miejscu, gdzie później wzniesiono miasto Rawson (obecną stolicę prowincji Chubut). Pierwsze domy zostały zniszczone przez powódź w 1865 roku; na ich miejscu powstały nowe. Powodzie zniszczyły również uprawy ziemniaków i kukurydzy.  Generalna tendencja była jednak odwrotna – to niewystarczające opady w regionie prowadziły do nieurodzajów.

### Konsolidacja 1866–1888
Pierwszy kontakt osadników z miejscowym plemieniem Tehuelche miał miejsce prawie rok po przybyciu Walijczyków. Po trudnym okresie wzajemnej podejrzliwości (a chwilowo nawet przemocy), stosunki plemienia Tehuelche i Walijczyków znacznie się poprawiły. Umożliwiło to przetrwanie osady pomimo początkowych niedoborów żywności.
Osadnicy, pod przywództwem Aarona Jenkinsa (którego żona, Rachel, jako pierwsza zaproponowała systematyczne używanie kanałów irygacyjnych), wnet utworzyli pierwszy w Argentynie system irygacyjny korzystający z rzeki Chubut (wal. Afon Camwy, ‘wijąca się rzeka’), nawadniający obszar trzech lub czterech mil (pięciu lub sześciu kilometrów) z każdej strony 50-milowego (80-kilometrowego) odcinka rzeki, i tworzący najżyźniejsze pola w Argentynie. Do 1885 roku produkcja pszenicy osiągnęła 6000 ton, z pszenicą produkowaną przez kolonię zdobywającą złoty medal na międzynarodowych ekspozycjach w Paryżu i Chicago.
Ujście rzeki Chubut – płytkie i z przemieszczającymi się mieliznami – sprawiało znaczne trudności w żegludze, dlatego zadecydowano o potrzebie budowy kolei łączącej dolinę dolnej Chubut z Puerto Madryn (Golfo Nuevo, na południu Półwyspu Valdés). W 1884 roku Argentyński Kongres sankcjonował konstrukcję kolei, Ferrocarril Central del Chubut, przez Lewisa Jonesa y Cia. Lokalne zbieranie funduszy na projekt okazało się trudne, Lewis Jones udał się więc do Wielkiej Brytanii celem pozyskania pieniędzy. Tam też zdobył wsparcie inżyniera Asahela P. Bella. Prace nad koleją rozpoczęto w 1886 roku. Przybycie kolejnych 465 walijskich osadników na parowcu Vesta okazało się korzystne dla tego przedsięwzięcia. Miasto, które wzniesiono na krańcu kolei, nazwano Trelew (Miasto Lew) na cześć Lewisa Jonesa. Rosło ono dynamicznie i w 1888 roku zostało siedzibą  Compañía Mercantil del Chubut (Kompanii Handlowej Chubut).

### Ekspansja w kierunku Andów 1885–1902
Do połowy lat osiemdziesiątych XIX wieku większość ziem rolniczych w dolinie dolnej Chubut została zajęta. Koloniści zorganizowali kilka ekspedycji celem zbadania pozostałych części Patagonii i znalezienia kolejnych obszarów dobrych ziem. W 1885 roku Walijczycy zwrócili się z prośbą do  gubernatora Chubut, Luisa Jorge Fontany, o zezwolenie na zorganizowanie ekspedycji badawczej w andyjską część prowincji Chubut. Fontana zdecydował się osobiście towarzyszyć ekspedycji. Przed końcem listopada 1885, ekspedycja dotarła do żyznego obszaru, który Walijczycy nazwali ‘Cwm Hyfryd’. Tam usytuowano kolejną walijską osadę, nazwaną po hiszpańsku ‘Colonia 16 de Octubre’. Kiedy populacja wzrosła, założono miasta Esquel i Trevelin.
Teren ten stał się obiektem sporu pomiędzy Argentyną i Chile. Początkowo, jako granicę przyjęto linię łączącą najwyższe szczyty w okolicy. Jednak później stało się jasne, że linia ta nie odpowiada linii odgradzającej działy wodne (część rzek płynęła na zachód). Argentyna i Chile uzgodniły, że Wielka Brytania powinna posłużyć za rozjemcę. Zbadano również opinie walijskich osadników, którzy w 1902 roku (pomimo chilijskiej propozycji mili ziemi dla każdej z rodzin) zagłosowali za pozostaniem przy Argentynie.

### Komplikacje w dolinie dolnej Chubut 1899–1915
Powodzie w ostatniej dekadzie XIX i pierwszej dekadzie XX wieku spowodowały poważne szkody w Rawson i nieco mniejsze w Gaiman (Trelew nie zostało dotknięte). Również pomiędzy osadnikami i rządem Argentyny wybuchł konflikt: rząd wprowadził pobór do wojska i naciskał na to, by w każdą niedzielę musztrować wszystkich mężczyzn w wieku poborowym. Było to sprzeczne z ich zasadami świętowania sabatu i przyciągnęło wiele głosów niezadowolenia, jednak sprawa została ostatecznie rozwiązana dzięki interwencji prezydenta Argentyny, Julio Argentino Roca.
Zarówno owe czynniki, jak i brak wolnych terenów rolnych, spowodowały, że 14 maja 1902 234 osoby wypłynęły do Liverpoolu na pokładzie Orissy. 208 spośród nich trafiło następnie do Kanady, przybywając pod koniec czerwca do Saltcoats (Saskatchewan) – niemniej jednak część tych rodzin wróciła później do Chubut. Niektórzy z pozostałych osadników przenieśli się do prowincji Rio Negro w Argentynie.
Duża część osób które zdecydowały się opuścić Chubut przybyła tam późno, przez co nie uzyskała ziem na własność. Ludzie ci zostali następnie zastąpieni jeszcze większą ilością imigrantów z Walii. Pod koniec XIX wieku, w Chubut żyło około 4000 osób walijskiego pochodzenia. Ostatnia duża fala imigrantów z Walii przybyła na krótko przed pierwszą wojną światową, której wybuch powstrzymał dalszą imigrację. Około 1000 walijskich imigrantów przybyło do Patagonii między 1886 a 1911 rokiem; na podstawie tych i innych statystyk, Glyn Williams oszacował, że prawdopodobnie nie więcej niż 2300 Walijczyków kiedykolwiek migrowało bezpośrednio do Patagonii.

### Późniejszy rozwój
Z czasem kolonia okazała się sukcesem, chociaż Walijczycy stopniowo stawali się mniejszością: po 1914 roku imigrowali głównie ludzie z Włoch i innych krajów południowej Europy. Zarówno system irygacyjny, jak i utworzenie Stowarzyszenia Spółdzielczego (Compañía Mercantil de Chubut), były kluczowe. Spółdzielnia prowadziła handel w imieniu osadników w Buenos Aires i służyła jako bank z 14 oddziałami. Jednakże Stowarzyszenie Spółdzielcze upadło podczas Wielkiego Kryzysu w latach 1930, a wielu straciło oszczędności. Walijczycy zaznaczyli swoją obecność na prowincji nie tylko poprzez fakt, że wiele osad wzdłuż doliny nosi walijskie nazwy, lecz również dzięki specyficznemu budownictwu. Wznieśli liczne młyny i kaplice – jako najbardziej charakterystyczne spośród których można wymienić Capel Salem i Salon San David w Trelew (druga będąca próbą rekonstrukcji Katedry św. Dawida z hrabstwa Pembrokeshire).
Z biegiem lat używano języka walijskiego coraz rzadziej, przez długi okres po 1914 roku kontakt pomiędzy Walią a Chubut był sporadyczny. Sprawy zaczęły przybierać inny obrót kiedy duża liczba Walijczyków odwiedziła Patagonię w 1965 roku celem uczczenia setnej rocznicy założenia kolonii. Od tej pory liczba gości z Walii rośnie – przybywają też nauczyciele by pomóc w utrzymaniu i propagacji języka ojczystego wśród osadników. Pewien społeczny prestiż wynika ze znajomości tego języka nawet wśród ludzi nie będących walijskiego pochodzenia. W 2006 roku więzy między Doliną Chubut a Walią zostały ponownie wzmocnione, tym razem w dziedzinie sportowej. Pierwszy z dwóch wyjazdowych meczów testowych reprezentacji Walii w rugby do Argentyny rozegrano w Puerto Madryn, z wynikiem 27:25 dla Argentyny. Kolejnym przykładem powiązania Argentyny z Walią jest fakt, iż Walijskie Centrum w Londynie jest od wielu lat jednym z głównych miejsc pokazów tanga argentyńskiego.